# Call of Duty: World at War
Call of Duty: World at War este un joc video creat de către Treyarch și publicat de Activision pentru Windows, Playstation 3 și Xbox 360. Este al cincilea joc din seria Call of Duty, întorcându-se la al doilea război mondial. A fost lansat pe 11 noiembrie 2008 în America de Nord, iar în Europa pe 14 noiembrie 2008.
1. 1 2  Steam, accesat în 30 octombrie 2024
2. ↑  Humble Store
3. ↑  Call of Duty: World at War (în engleză), Pan European Game Information, accesat în 11 ianuarie 2008
4. ↑   http://www.pegi.info/en/index/global_id/505/?page=3&lang=en&params=global_id/505/&searchString=Call+of+Duty&agecategories=&genre=&organisations=&platforms=&countries=&global_id=505&id=509 Lipsește sau este vid: |title= (ajutor)
5. ↑  Call of Duty: World at War (în engleză), Pan European Game Information, accesat în 11 ianuarie 2008
6. ↑  Sitio web oficial de Call of Duty: World at War (în limbă necunoscută)